# Кордер, Фредерик
Фредерик Кордер (англ. Frederick Corder; 26 января 1852, Лондон — 21 августа 1932, там же) — британский композитор и музыкальный педагог.

## Биография
Начинал музыкальные занятия под руководством Генри Гэдсби, затем учился в Королевской академии музыки у Джорджа Макфаррена (композиция) и Уильяма Джорджа Казинса (фортепиано), в 1875—1878 гг. продолжил обучение в Кёльнской консерватории у Фердинанда Хиллера как композитор и Изидора Зайсса как пианист. После возвращения в Англию в 1879 г. руководил несколькими оперными труппами, преподавал в Королевской академии музыки, в 1889 г. возглавил её.
Написал оперы «Смерть короля Артура» (фр. La Morte d'Arthur; 1879, по Томасу Мэлори) и «Нордиза» (англ. Nordisa; 1887), оперетту «Буря в стакане воды» (англ. A Storm in a Teacup; 1882), несколько кантат. Опубликовал книги «Оркестр и как сочинять для него» (англ. The Orchestra and how to write for it; 1895) и «Современная композиция» (англ. Modern Composition; 1909). Известен также как пропагандист Рихарда Вагнера в Англии, автор (вместе с женой, Генриеттой Уолфорд) первого принятого автором английского перевода цикла опер «Кольцо нибелунга».